# NGC 1789
NGC 1789 ist die Bezeichnung eines offenen Sternhaufens im Sternbild Mensa. Das Objekt wurde am 15. Dezember 1835 von John Herschel entdeckt.